# Roberta Frank
Roberta Frank (née le 9 novembre 1941) est une philologue américaine spécialisée dans la langue et la Littérature norroise, du vieil anglais et du vieux norrois. Elle est professeur émérite d'anglais Marie Borroff à l'Université Yale.

## Carrière
Frank obtient une licence en littérature comparée de l'Université de New York en 1962 et un doctorat en littérature comparée de l'Université Harvard en 1968. Sa thèse de doctorat s'intitule Wordplay in Old English Poetry. Elle enseigne à l’Université de Toronto à partir de 1968, puis à partir de 1978 est professeure titulaire et à partir de 1995 professeure d’université. Elle reçoit une bourse Guggenheim en 1985. À Toronto, elle participe au projet Dictionary of Old English et est directrice du Centre d’études médiévales (1994-1999).
En 2000, elle rejoint le département de langue et littérature anglaises de l'université Yale, d'abord en tant que professeur d'anglais Douglas Tracy Smith, puis, en 2008, en tant que professeur d'anglais Marie Borroff. Elle est également chercheuse principale au MacMillan Center for International and Area Studies. Elle est élue membre de la Medieval Academy of America en 1989 et présidente de cette académie en 2006, et membre de la Société royale du Canada en 1995. Elle cofonde la Société internationale des anglo-saxons (aujourd'hui la Société internationale pour l'étude de l'Angleterre médiévale) en 1981, en est première vice-présidente (1985-1986), puis présidente (1986-1987),.

## Vie privée
Frank est née dans le Bronx. Elle est mariée à l'historien médiéval Walter Goffart (1934–2025).

## Recherches
Les recherches de Frank s’appuient sur des preuves archéologiques, littéraires et linguistiques pour analyser certains aspects des premiers textes anglais et scandinaves. Ses travaux se concentrent sur la poésie d'Angleterre et de Scandinavie, avec notamment de nombreuses publications sur la poésie scaldique, le Nord primitif et Beowulf,,. Deux festschriften en son honneur sont publiés : Verbal Encounters: Anglo-Saxon and Old Norse Studies, éd. Antonina Harbus et Russell Poole (Toronto : University of Toronto Press, 2005) et The Shapes of Early English Poetry : Style, Form, History, éd. Eric Weiskott et Irina Dumitrescu (Kalamazoo, MI : Medieval Institute Publications, 2019). Son dernier livre, The Etiquette of Early Northern Verse, est paru début 2022.